# Comuna Gornet, Prahova
Gornet (în trecut, Gornet-Cuib) este o comună în județul Prahova, Muntenia, România, formată din satele Bogdănești, Cuib, Gornet (reședința) și Nucet.

## Așezare
Se află în zona centrală, de deal, a județului. Este traversată de șoseaua județeană DJ231, care o leagă spre vest de Măgurele (DN1A) și spre est de Bălțești.

## Demografie
Componența etnică a comunei Gornet
     Români (96,14%)
     Alte etnii (3,86%)
Componența confesională a comunei Gornet
     Ortodocși (94,91%)
     Alte religii (0,79%)
     Necunoscută (4,31%)
Conform recensământului efectuat în 2021, populația comunei Gornet se ridică la 2.670 de locuitori, în scădere față de recensământul anterior din 2011, când fuseseră înregistrați 2.928 de locuitori. Majoritatea locuitorilor sunt români (96,14%). Din punct de vedere confesional, majoritatea locuitorilor sunt ortodocși (94,91%), iar pentru 4,31% nu se cunoaște apartenența confesională.

## Politică și administrație
Comuna Gornet este administrată de un primar și un consiliu local compus din 11 consilieri. Primarul, Nicolae Negoițescu[*], de la Partidul Social Democrat, este în funcție din 2012. Începând cu alegerile locale din 2024, consiliul local are următoarea componență pe partide politice:
|  | Partid                    | Consilieri | Componența Consiliului | Componența Consiliului | Componența Consiliului | Componența Consiliului | Componența Consiliului | Componența Consiliului | Componența Consiliului | Componența Consiliului | Componența Consiliului |
|  | ------------------------- | ---------- | ---------------------- | ---------------------- | ---------------------- | ---------------------- | ---------------------- | ---------------------- | ---------------------- | ---------------------- | ---------------------- |
|  | Partidul Social Democrat  | 9          |                        |                        |                        |                        |                        |                        |                        |                        |                        |
|  | Partidul Național Liberal | 2          |                        |                        |                        |                        |                        |                        |                        |                        |                        |

## Istorie
La sfârșitul secolului al XIX-lea, comuna purta numele de Gornet-Cuib, făcea parte din plasa Podgoria a județului Prahova și avea aceeași compoziție ca și astăzi. Avea în total 2350 de locuitori; două școli — una în Gornet, înființată în 1857 și una în Cuib, înființată în 1859; și 3 biserici – una în Gornet, una în Cuib și una în Nucet, ultima fiind construită din lemn la 1814. Anuarul Socec o consemnează în 1925 în aceeași plasă, cu o populație de 2239 de locuitori. În 1931, satul Nucet a fost transferat temporar comunei Păcureți.
În 1950, județul a fost desființat, comuna fiind arondată raionului Teleajen din regiunea Prahova și apoi (după 1952) din regiunea Ploiești. Sub numele actual, de Gornet, a redevenit parte a județului Prahova, în componența actuală, la reînființarea acestuia în 1968.